# Einar Torgersen
Einar Torgersen (ur. 24 sierpnia 1886 w Drammen, zm. 9 września 1946 tamże) – norweski żeglarz, olimpijczyk, zdobywca srebrnego medalu w regatach na Letnich Igrzyskach Olimpijskich w 1920 roku w Antwerpii.
Na Letnich Igrzyskach Olimpijskich 1920 zdobył srebro w żeglarskiej klasie 6 metrów (formuła 1907). Załogę jachtu Marmi II tworzyli również Andreas Knudsen i Leif Erichsen.